# Apocheiridium pinium
Espèce
Apocheiridium pinium est une espèce de pseudoscorpions de la famille des Cheiridiidae.

## Distribution
Cette espèce est endémique du Japon. Elle se rencontre vers Matsuyama.

## Publication originale
- Morikawa, 1953 : Notes on Japanese Pseudoscorpiones. II. Family Cheiridiidae, Atemnidae and Chernetidae. Memoirs of Ehime University, sér. 2B, vol. 1, p. 345-354.